# Warta Poznań Spółka Akcyjna

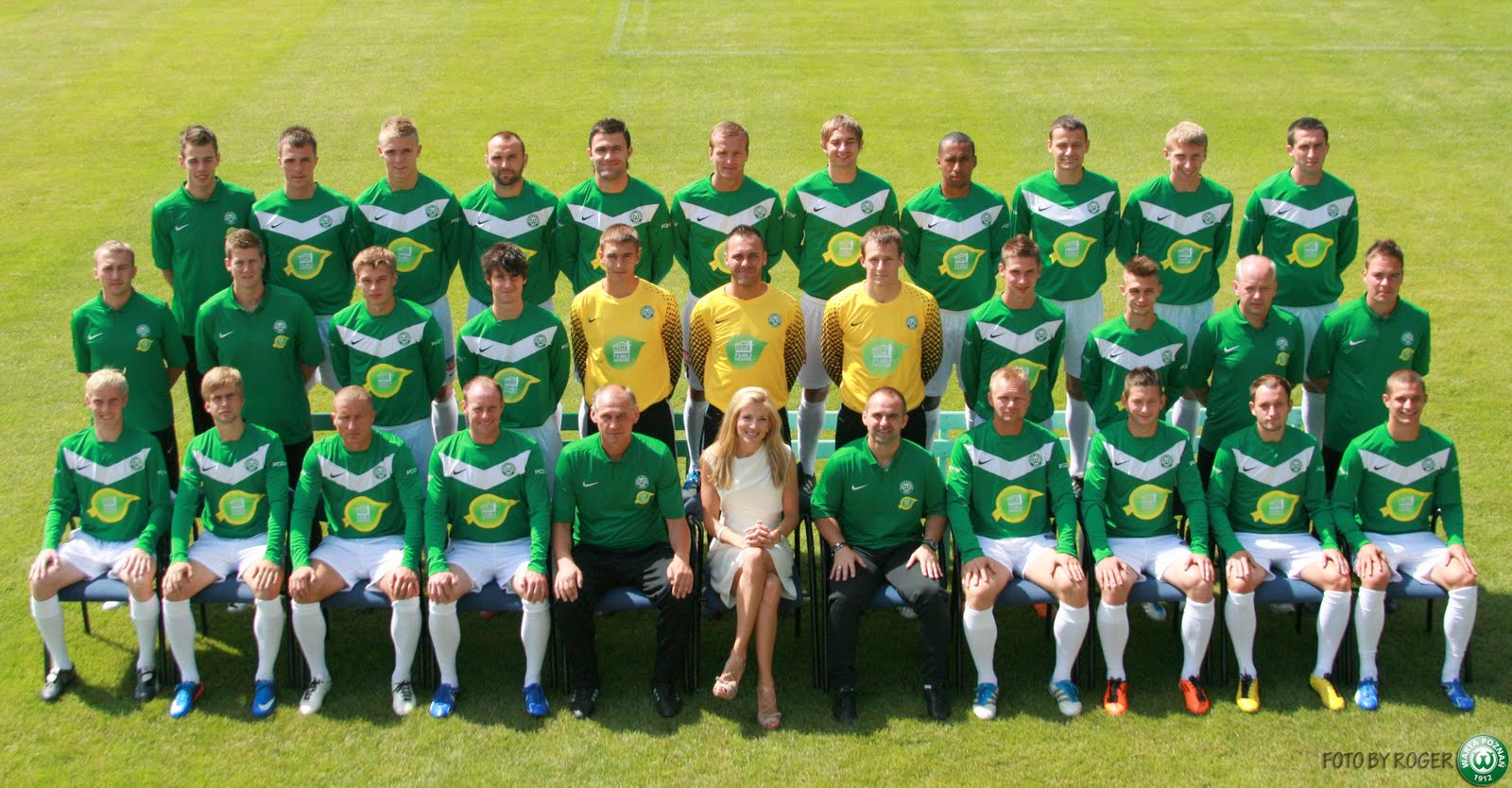
Warta Poznan (2011)

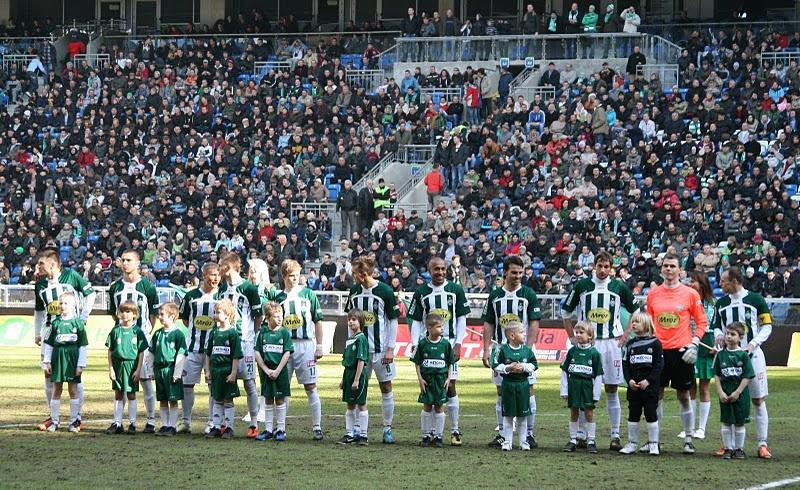
Warta Poznań - GKS Katowice

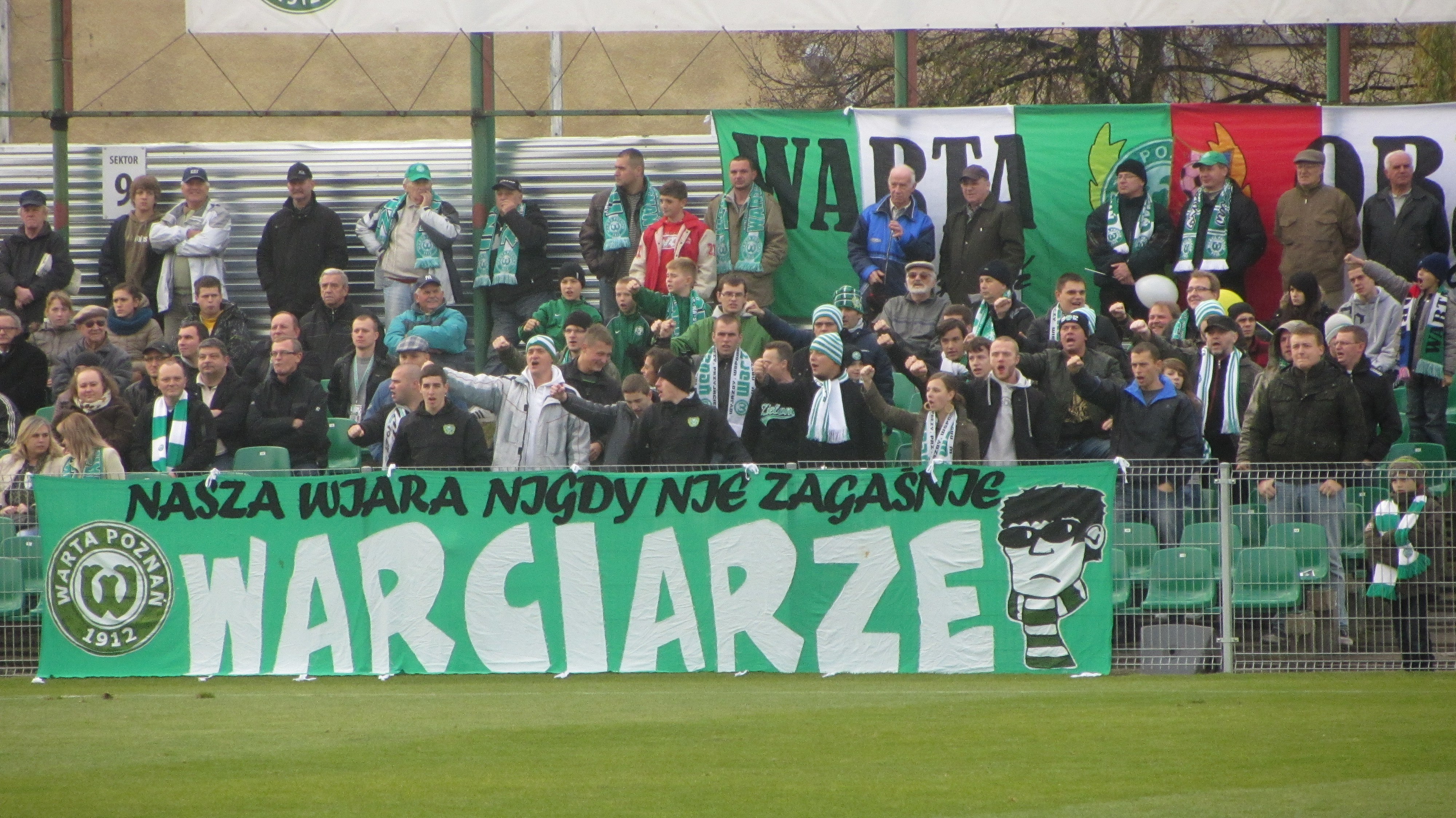

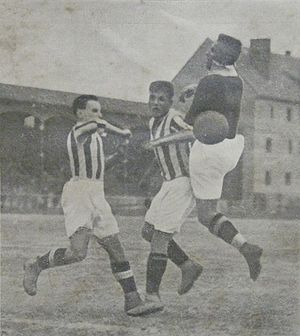
Warta Poznań 4:1 KS Cracovia,
(3 de agosto de 1924)

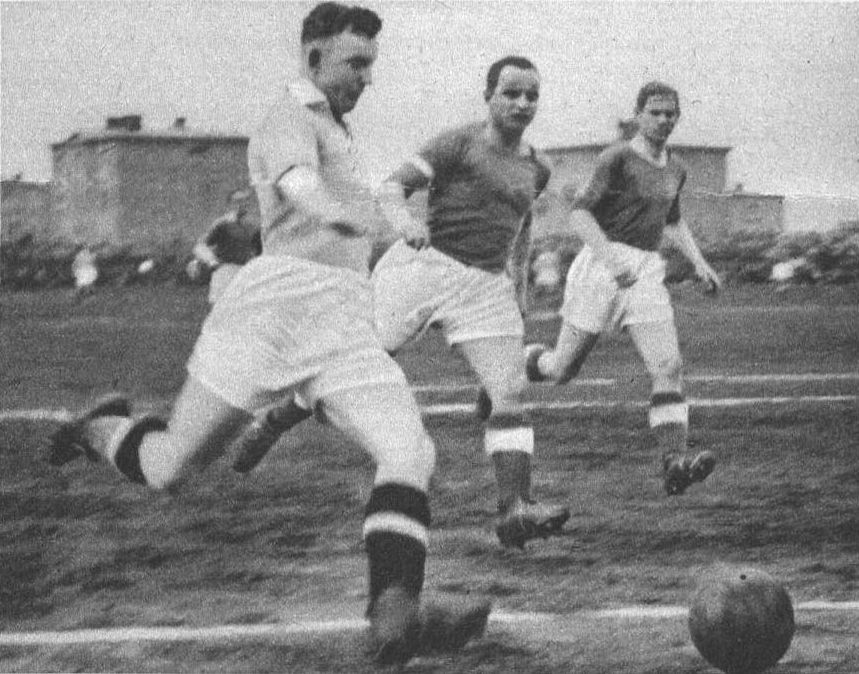
Warta Poznań - Ruch Hajduki Wielkie, {1937)

O Warta Poznań Spółka Akcyjna, abreviado Warta Poznań, é um clube de futebol polonês da cidade de Poznań fundado em 1912, que dispta a 1ª Divisão. Suas cores oficiais são o verde e o branco.

## Títulos
- Campeonato Polonês (Ekstraklasa)
  - Campeão (2): 1929, 1947.
  - Vice-campeão (5): 1922, 1925, 1928, 1938, 1946.
  - Terceiro Classificado (7): 1921, 1923, 1926, 1927, 1932, 1935, 1936.

- Copa da Polônia (Puchar Polski)
  - (1): 1926.

## Estádio
O Stadion przy Drodze Dębińskiej é um estádio de futebol localizado em Poznań (Polónia), de propriedade do Warta Poznań.

## Elenco 2021
Atualizado em 8 de março de 2021
Nota: Bandeiras indicam equipe nacional, conforme definido pelas regras de elegibilidade da FIFA. Os jogadores podem ter mais de uma nacionalidade não-FIFA.
| N.º |           | Posição | Jogador                   |
| --- | --------- | ------- | ------------------------- |
| 1   | Polónia   | G       | Adrian Lis                |
| 2   | Polónia   | D       | Jan Grzesik               |
| 3   | Polónia   | D       | Jakub Kiełb               |
| 4   | Finlândia | D       | Robert Ivanov             |
| 5   | Polónia   | D       | Bartosz Kieliba (Capitão) |
| 6   | Polónia   | M       | Łukasz Trałka             |
| 7   | Polónia   | M       | Konrad Handzlik           |
| 9   | Polónia   | A       | Mateusz Kuzimski          |
| 11  | Polónia   | M       | Michał Jakóbowski         |
| 13  | Polónia   | D       | Jakub Kuzdra              |
| 14  | Polónia   | D       | Nikodem Fiedosewicz       |
| 15  | Polónia   | M       | Michał Kopczyński         |
| 16  | Polónia   | D       | Aleks Ławniczak           |
| 17  | Polónia   | M       | Mateusz Czyżycki          |

| N.º |            | Posição | Jogador           |
| --- | ---------- | ------- | ----------------- |
| 18  | Espanha    | A       | Mario Rodríguez   |
| 19  | Polónia    | M       | Mariusz Rybicki   |
| 21  | Polónia    | M       | Mateusz Kupczak   |
| 22  | Polónia    | M       | Robert Janicki    |
| 23  | Polónia    | D       | Mateusz Spychała  |
| 25  | Polónia    | A       | Gracjan Jaroch    |
| 30  | Polónia    | D       | Bartłomiej Burman |
| 31  | Polónia    | M       | Mateusz Sopoćko   |
| 28  | Alemanha   | A       | Makana Baku       |
| 32  | Polónia    | D       | Maik Nawrocki     |
| 33  | Polónia    | G       | Daniel Bielica    |
| 34  | Polónia    | M       | Maciej Żurawski   |
| 99  | Eslováquia | A       | Adam Zreľák       |

## Notáveis jogadores
- Tomasz Iwan
- Kazimierz Lis
- Arkadiusz Onyszko
- Krzysztof Pawlak
- Grzegorz Rasiak
- Krzysztof Ratajczyk
- Piotr Reiss
- Maciej Scherfchen
- Friedrich Scherfke
- Marian Spoida
- Wawrzyniec Staliński
- Edmund Twórz
- Zbigniew Zakrzewski
- Maciej Żurawski